# Миле Тубић
Миле Тубић (Стригова, код Босанске Дубице, октобар 1919 — Бихаћ, 3. новембар 1942), учесник Народноослободилачке борбе и народни херој Југославије.

## Биографија
Рођен је октобра 1919. године у селу Стригова, код код Босанске Дубице (данас Козарска Дубица). Потиче из многочлане земљорадничке породице, која је бројала 21 члана. После завршене основне школе, остао је кући где се до почетка Другог светског рата бавио земљорадњом.
Непосредно пред почетак рата, 1941. године, отишао је на одслужење војног рока. Априлски рат и капитулација Југословенске краљевске војске, затекли су га у Вировитици. Одмах по проглашењу Независне Државе Хрватске, усташе су почеле да хапсе бивше војнике српске националности. Заједно са групом својих другова, Миле је ухапшен и спроведен у Загреб. Услед непажње стражара, успео је да побегне и уз много тешкоћа стигне до брда Баљ у близини Костајнице, где се распала једна артиљериска јединица Југословенске војске. Заједно са групом Козарчана, тада је дошао до оружја и друге војне опреме и пошао кући.
У току јула 1941. године, ступио је у везу са комунистима, који су у његовом крају вршили припреме за организовање устанка. Убрзо потом, и сам се укључио у припреме устанка, а крајем јула, заједно са 25-оро својих рођака из села, ступио је у партизанску групу, коју је предводио Ивица Марушић Ратко, народни херој.
Учествовао је у првим партизанским акцијама у овом крају, које су вршене дуж железничке пруге Добрљин—Босански Нови—Приједор. У нападу на железничку станицу Сводна, 9. октобра 1941. године, који је представљао прву већу партизански акцију и у којем је заплењен први тешки митраљез, Миле је предводио Новско-љешљанску чету Козарског партизанског одреда. У овој акцији је сам убио 6 непријатељских војника и сам запленио тешки митраљез. У бици на Мраковици, 5. децембра 1941. године, Миле је био нишанџија на тешком митраљезу, тада једином којим су располагали партизани на Козари. За исказану храброст у дотадашњој борби, крајем децембра 1941. године, примљен је у Комунистичку партију Југославије (КПЈ) и постављен за вођу митраљеског одељења и командира вода у Каранској партизанској чети.
Почетком 1942. године у оквиру Првог батаљона Другог крајишког партизанског одреда, оргаизована је Ударна чета, којој су били намењени специјални задаци, а за њеног команданта постављен је Миле Тубић. Један од првих задатака ове чете, који је успешно извршен, био је уништење вијадукта Волиње на железничкој прузи Босански Нови—Загреб. У току напада на Приједор, маја 1942. године, његова чета је добила специјалан задатак - да се без борбе убаци у град и за време окршаја блокира непријатеља који се налазио у згради гимназије. Овај задатак је био у потпуности извршен, а Миле је у току борбе убио 18, а заробио 25 непријатељских војника. Одмах по ослобођењу Приједора, учетвовао је у ослобођењу градића Љубије, који је због железне руде непријатељу био стратешки важно место и грћевито га је бранио.
Када је 21. маја 1942. године формирана Прва крајишка пролетерска ударна бригада, постао је командир Прве чете Трећег батаљона. Заједно са Бригадом, учествовао је у многим борбама од којих се истичу — борбе против четника на Мањачи, борбама за ослобођење Бронзаног Мајдана, борбе против Немаца у Пискавици, одбрани Козаре током неприајтељске офанзиве, борбама за ослобођење Кључа и Мркоњић Града, нападу на Купрес и Јајце и др. Због исказане храбрости у борбама, постављен је за заменика команданта Првог батаљона.
Уочи напада на Бихаћ, 2. новембра 1942. године, Миле је сазнао тужну вест — да су му усташе током офанзиве на Козари убили супругу и двогодишњег сина. Током борбе за Бихаћ, Миле се налази у првој борбеној линији — најпре је на каналу који пресеца центар града где су борци с бомбама одбијали усташке противнападе, а потом у јуришу преко моста на каналу. Погинуо је у току борби за град, 3. новембра 1942. године, приликом сламања непријатељског отпора испред зграде бихаћке Медресе.
Поред супруге и сина, у току Народноослободилачке борбе, погинуо му је и даљи брат — Бранко Тубић, који је такође проглашен за народног хероја.
Указом председника Федеративне Народне Републике Југославије Јосипа Броза Тита, 27. новембра 1953. године, проглашен је за народног хероја.